# 臺灣革蜱
臺灣革蜱（学名：Dermacentor taiwanensis）为硬蜱科革蜱屬下的一个种。